# 巨寄居蟹
巨寄居蟹（學名Petrochirus diogenes），又名活額石螯寄居蟹，是一種巨型的水生寄居蟹。它們分佈在加勒比海，居住在海螺之內。它們的體型很巨大，能完全霸佔女王鳳凰螺的殼。它們會攻擊及吃了女王鳳凰螺，並霸佔其殼。